# أيمن يوسف
أيمن يوسف (1968-) مؤرخ فلسطيني، وُلد في قرية الرامة الموجودة في جنين، وتلقى تعليمه الإبتدائي في مدرسة الرامة من ثم انتقل إلى مدرسة عجة للبنين ليكمل المرحلة الإعدادية وحصل على الثانوية العامة من مدرسة سيلة الظهر الثانوية، وفي عام 1993 حصل على درجة البكالوريوس في الإقتصاد والعلوم السياسية من جامعة ماراثوادا في الهند وفي عام 1995 حصل على درجة الماجستير في العلوم السياسية من ذات الجامعة وكانت أطروحته بعنوان "السياسة الأمريكية ودورها في تطويق الإتحاد السوفياتي: الإحتواء والمواجهة خلال الحرب الباردة" بالإضافة إلى ماجستير في الفلسفة في العام الذي يليه من جامعة بارودا وكانت أطروحته بعنوان "القضية الفلسطينية والدول العظمى: دراسة في ديناميات الحرب الباردة"، وحصل على درجة الدكتوراه من جامعة بارودا في عام 1999 في العلوم السياسية وقدم أطروحته بعنوان "الخليج العربي: الأصولية الإسلامية والإستراتيجية الأمريكية منذ عام 1979 حتى عام 1997".

## سيرته العملية
أيمن طلال يوسف يعمل أستاذاً غير متفرغ في جامعة القدس المفتوحة منذ عام 2000، ويعمل أستاذاً متفرغاً في الجامعة العربية الأمريكية في جنين منذ عام 2004، كما عَمِلَ كأستاذ غير متفرغ في جامعة بيرزيت بين عامي (2000-2003)، وعمل في الفريق الوطني لتأليف كتاب التربية الوطنية في وزارة التربية والتعليم العالي في عام 2003-2004.
ساهم في العديد من المؤتمرات العلمية بأوراق علمية وبحثية منها:
1. ورقة علمية بعنوان " فلسطين في السياسات الأمريكية "، مركز الأبحاث الأمريكي، حيدرأباد في الهند عام 1996.
2. ورقة عمل في مؤتمر الإنتفاضات الفلسطينية، من عام (1936-2000) تحت عنوان " الدولة ثنائية القومية خيار فلسطيني استراتيجي " ، الجامعة العربية الأمريكية في جنين عام 2004.
3. ونشر ورقة بحثية بعنوان " البراغماتية والكارزماتية في شخصية ياسر عرفات: دراسة في النخبة والقيادة " في جامعة الأقصى قام 2005.
4. ورقة بحثية بعنوان " إصلاح النظام السياسي الفلسطيني " في مؤتمر تنمية قطاع غزة في فترة ما بعد الإنسحاب في الجامعة الإسلامية عام 2006.[3]
5. ورقة بحثية بعنوان " اللاجئون الفلسطينيون وحق العودة في السياسات الأمريكية من مبادرات الحرب الباردة إلى مقترحات كلينتون " في مؤتمر اللاجئون الفلسطينيون في جامعة القدس المفتوحة عام 2006.

وكان عضواً في العديد من المراكز والجمعيات الثقافية منها:
- عضو في مركز الديموقراطية والمشاركة السياسية "شمس"
- عضو في المركز الفلسطيني للديموقراطية والدراسات المستقبلية.
- عضو مؤسس في جمعية الصداقة الفلسطينية-الهولندية، في جنين.
- عضو في الجمعية الفلسطينية للدراسات التاريخية، في رام الله.
- عضو في المركز الأمريكي للدراسات والأبحاث، حيدرأباد في الهند.

## أبحاثه
قدم الكثير من الدراسات والأبحاث المهمة في مختلف المواضيع منها:
| الرقم | البحث (الدراسة)                                                         | مكان النشر                                        | سنة النشر |
| ----- | ----------------------------------------------------------------------- | ------------------------------------------------- | --------- |
| 1.    | دراسة حول نموذج نهرو في الديموقراطية الإشتراكية                         | مجلة العلوم السياسية، جامعة جيبور في الهند        | 2001      |
| 2.    | الإصلاح السياسي والإداري من منظور حقوق الإنسان                          | مجلة تسامح، مركز رام الله لدراسات حقوق الإنسان    | 2003      |
| 3.    | رسالة دكتوراه منشورة بالإشتراك مع البروفيسور ديليب مهيتي                | كالينجا للنشر، في مدينة دلهي                      | 2002      |
| 4.    | الكوتة النسائية بين النظرية والتطبيق العملي                             | مجلة تسامح، مركز رام الله لدراسات حقوق الإنسان    | 2004      |
| 5.    | السياقات المختلفة لوثيقة جنيف                                           | الأسوار للأبحاث الفكرية والثقافية والوطنية في عكا | 2004      |
| 6.    | القدس والأماكن المقدسة في السياسة الأمريكية                             | مجلة دراسات باحث،مركز باحث للدراسات في لبنان      | 2005      |
| 7.    | الفلسطينيون بين خطة شارون والدولة ثنائية القومية                        | الأسوار للأبحاث الفكرية والثقافية والوطنية في عكا | 2005      |
| 8.    | الرؤية الأوروبية لعملية السلام ما بعد ياسر عرفات بالإشتراك مع عبير مصلح | مجلة دراسات باحث،مركز باحث للدراسات في لبنان      | 2005      |
| 9.    | التفاعل الإيجابي بين المثقف العربي وقضايا الأمة، إدوارد سعيد نموذجاً     | مجلة الفكر السياسي، اتحاد الكتاب العرب في دمشق    | 2006      |
| 10.   | النظام السياسي الفلسطيني من الأحادية إلى الإستقطاب الثنائي (1996-2006)  | مركز دراسات الوحدة العربية في بيروت               | 2006      |